# I Got a Boy
I Got a Boy es el cuarto álbum de estudio en coreano del grupo femenino surcoreano Girls' Generation. Fue publicado el 2 de enero de 2013 por S.M. Entertainment y distribuido por KMP Holdings. El álbum, que contiene canciones grabadas en 2008, es el primer álbum en coreano con todo el grupo tras un hiato de 14 meses. En ese período, la subunidad, Girls' Generation-TTS, lanzó un EP en abril de 2012 y el grupo lanzó su segundo álbum en japonés, Girls & Peace. La integrante Seohyun explicó que el álbum se aleja de los lanzamientos habituales del grupo, siendo descrito como una «máquina del tiempo», que explora el pasado y el futuro del grupo.
El álbum fue precedido por el sencillo prelanzado, «Dancing Queen», liberado el 21 de diciembre de 2012. El segundo sencillo, «I Got a Boy», fue lanzado junto con el álbum.

## Antecedentes y lanzamiento
En noviembre de 2012, en una entrevista para la revista de moda surcoreana CeCi, Seohyun dijo que el grupo se estaba preparando para un regreso desde hace tiempo, añadiendo: «Este nuevo álbum es realmente diferente a lo que hacemos habitualmente. Es como desafiar los límites de los límites de una persona, estoy ansiosa por lo que pensarán nuestros fanes y porque sigue siendo un secreto [entre nosotras]».
El grupo había originalmente planeado para hacer un retorno coreano durante los meses de octubre y noviembre. Sin embargo, los planes fueron descartados para que el grupo se concentrara en las promociones japonesas hasta finales de 2012. El 16 de noviembre de 2012, se reveló que el grupo haría su regreso coreano después de 14 meses. El 11 de diciembre de 2012, un representante de S.M. Entertainment dijo que el grupo estaba en la fase final de preparación para su cuarto álbum, sin embargo, la fecha de lanzamiento todavía estaba indefinida.
Después de que S.M. Entertainment revelara que el grupo pretendía regresar en enero de 2013, MBC anunció el 11 de diciembre de 2012 que el grupo transmitiría, describiendo el proceso de preparación para el lanzamiento del álbum.  El 20 de diciembre, S.M. Entertainment publicó una imagen teaser la cual contenía las palabras «2012. 12. 21 10 A.M.» en su Twitter oficial. Más tarde fue revelado que eso se refería al sencillo de prelanzamiento «Dancing Queen», que fue lanzado en la fecha correspondiente.
Posteriormente al lanzamiento de «Dancing Queen», el grupo inició con el lanzamiento de imágenes teaser, con la primera integrante siendo Hyoyeon, exhibiendo su cabello multicolor. Otra foto de Hyoyeon fue lanzada, que muestra el título del álbum tatuado en su cuello con una cara masculina y los nombres de las integrantes del grupo. El álbum fue formalmente anunciado después del lanzamiento de los teasers, con un total de teasers; siendo nueve para las integrantes individualmente y uno para todo el grupo. El 1 de enero de 2013, el sencillo «I Got a Boy» fue lanzado, mientras que el álbum se liberó al día siguiente.

## Promoción
Las promociones comenzaron el 3 de enero de 2013, en M! Countdown de Mnet. Siete miembros aparecieron en el programa Wide Open Studio de Mnet antes de su presentación, Yuri y Hyoyeon no estaban presentes ya que se estaban preparando para hacer el papel anfitrionas en M! Countdown. El grupo continuó su primera semana de promociones para el álbum en Music Bank de KBS, Show! Music Core de MBC e Inkigayo de SBS el 4, 5 y 6 de enero, respectivamente. Girls' Generation realizó una transmisión de un «concierto virtual» de una hora de duración en vivo a través de Naver Music el 5 de enero de 2013, en la que interpretaron «I Got a Boy», «Talk Talk» y «Dancing Queen». El grupo también interpretó cinco canciones del álbum en su especial de regreso de MBC; Girls' Generation's Romantic Fantasy el 1 de enero de 2013. El grupo también actuó en KBS Hope Concert. Girls' Generation interpretó «I Got a Boy» y «Dancing Queen» en el concierto Dream K-Pop Fantasy celebrado en Manila y Filipinas el 19 de enero de 2013, por lo que es su primera actuación en el extranjero de ambas canciones. En Yoo Hee-Yeol's Sketchbook de KBS, el grupo interpretó «I Got a Boy», «Dancing Queen» y «Lost in Love». «I Got a Boy» fue parte del setlist de su segunda gira japonesa Girls & Peace: 2nd Japan Tour.
El álbum fue oficialmente promocionado en Girls' Generation World Tour Girls & Peace, comenzó el 8 de junio de 2013 en Arena de Gimnasia Olímpica, Seúl, Corea del Sur y finalizó el 15 de febrero de 2014 en Cotai Arena, Macao. La gira también promociona oficialmente su tercer álbum de estudio, The Boys.

## Lista de canciones
| I Got a Boy – Edición estándar |                                                                         |                                            |                                                                      |          |  |
| N.º                            | Título                                                                  | Letras                                     | Música                                                               | Duración |  |
| 1.                             | «I Got a Boy»                                                           | Yoo Young Jin                              | Will Simms, Anne Judith Wik, Sarah Lundbäck Bell, Yoo Young Jin      | 4:31     |  |
| 2.                             | «Dancing Queen»                                                         | Yoon Hyo Sang, Jessica Jung, Tiffany Hwang | Stephen Andrew Booker, Aimee Ann Duffy, Kenzie                       | 3:35     |  |
| 3.                             | «Baby Maybe»                                                            | Choi Soo Young, Kwon Yu Ri, Seo Joo Hyun   | Mich Hansen, Jonas Jeberg, Ruth-Anne Cunningham, Victoria Lott       | 3:43     |  |
| 4.                             | «Talk Talk» (hangul: 말해봐)                                            | Kim Tae Sung                               | Mason Charlie, Oscar Michael G. Rres, Danny Saucedo                  | 2:46     |  |
| 5.                             | «Promise»                                                               | Mo-ul                                      | Joseph Belmaati                                                      | 3:15     |  |
| 6.                             | «Express 999»                                                           | Kim Jung Bae                               | Kenzie                                                               | 3:27     |  |
| 7.                             | «Lost In Love (유리아이)» (Dueto de Taeyeon y Tiffany)                  | Park Chang Hyun                            |                                                                      | 4:00     |  |
| 8.                             | «Look at Me»                                                            | Jun Gan Di                                 | Johan Gustafson, Fredrik Häggstam, Sebastian Lundberg, Louis Schoorl | 3:01     |  |
| 9.                             | «XYZ»                                                                   | Yuri                                       |                                                                      | 3:15     |  |
| 10.                            | «Romantic St.» ((en hangul, 낭만길; romanización revisada, Namman-gil)) | Lee Dae-hee (ZigZag Note)                  | Matthew Heath                                                        | 4:00     |  |
| 35:34                          |                                                                         |                                            |                                                                      |          |  |

| Edición taiwanesa – DVD |                                            |          |  |
| N.º                     | Título                                     | Duración |  |
| 1.                      | «I Got a Boy» (Vídeo musical)              |          |  |
| 2.                      | «Dancing Queen» (Vídeo musical)            |          |  |
| 3.                      | «I Got a Boy» (Creación del vídeo musical) |          |  |

## Posicionamiento en listas

### Listas semanales
| Chart (2013)                       | Peak position |
| ---------------------------------- | ------------- |
| China (Sino Chart)                 | 13            |
| Japón (Oricon)                     | 7             |
| Corea del Sur (Gaon)               | 1             |
| República de China (G-Music)       | 3             |
| Álbumes mundiales (Billboard)      | 1             |
| EUA Top Heatseekers (Billboard)    | 2             |
| Álbumes independientes (Billboard) | 23            |

### Lista de fin de año
| Lista (2013)         | Mejor posición |
| -------------------- | -------------- |
| Corea del Sur (Gaon) | 2              |

## Historial de lanzamiento
| Región             | Lanzamiento           | Formato          | Distribuidor                     |
| ------------------ | --------------------- | ---------------- | -------------------------------- |
| Mundo              | 1 de enero de 2013    | Descarga digital | S.M. Entertainment               |
| Corea del Sur      | 2 de enero de 2013    | CD               | S.M. Entertainment, KMP Holdings |
| Singapur           | 7 de enero de 2013    | CD               | Universal Music                  |
| Tailandia          | 8 de enero de 2013    | CD               | S.M. Entertainment               |
| Hong Kong          | 24 de enero de 2013   | CD               | Universal Music                  |
| Japón              | 13 de febrero de 2013 | CD               | Nayutawave Records               |
| Indonesia          | 4 de junio de 2013    | CD               | Universal Music Indonesia        |
| República de China | 17 de julio de 2013   | CD + DVD         | Universal Music Taiwan           |